# Chapeau de gendarme (menuiserie)

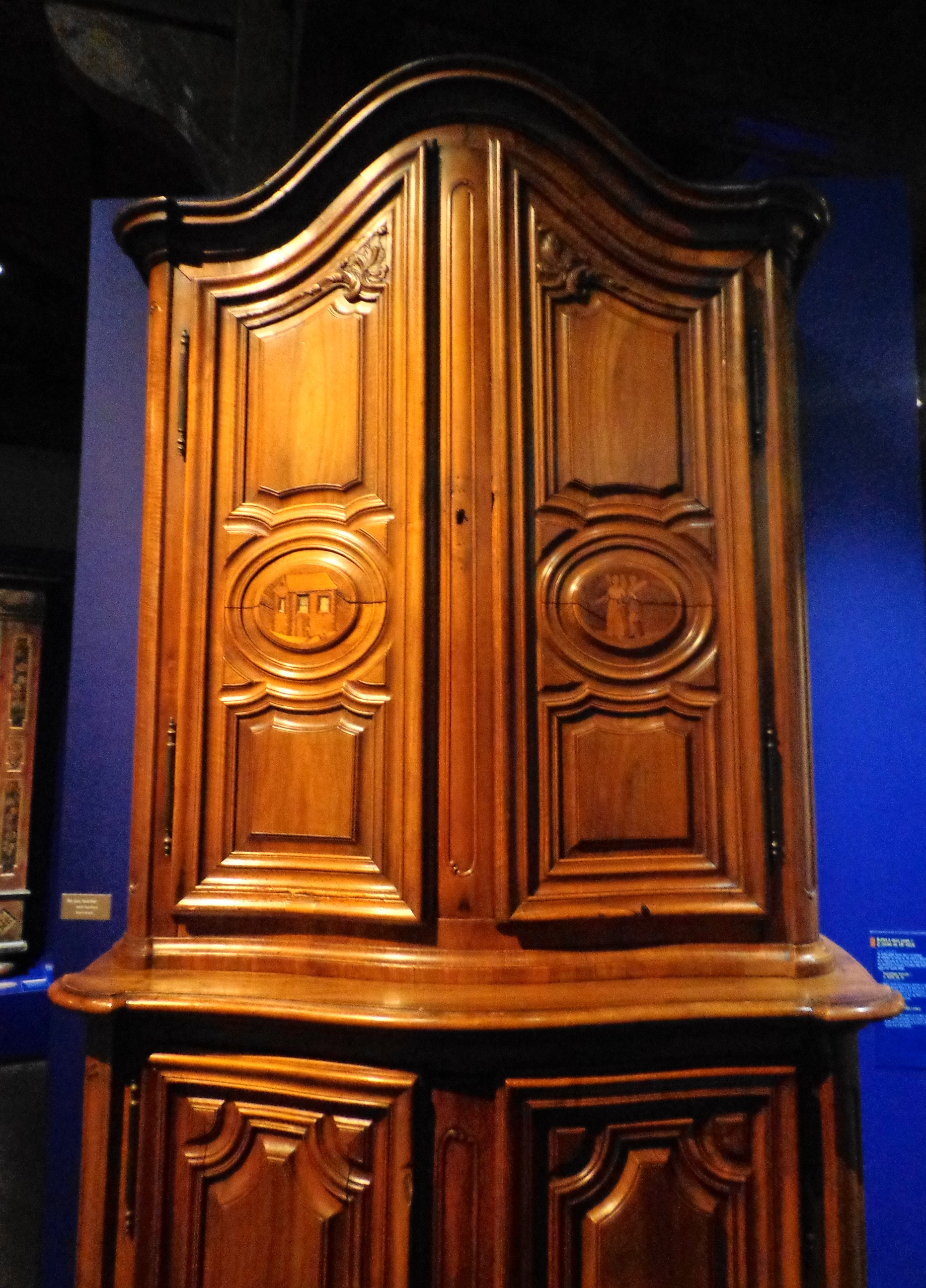
Buffet surmonté d'une corniche en chapeau de gendarme.

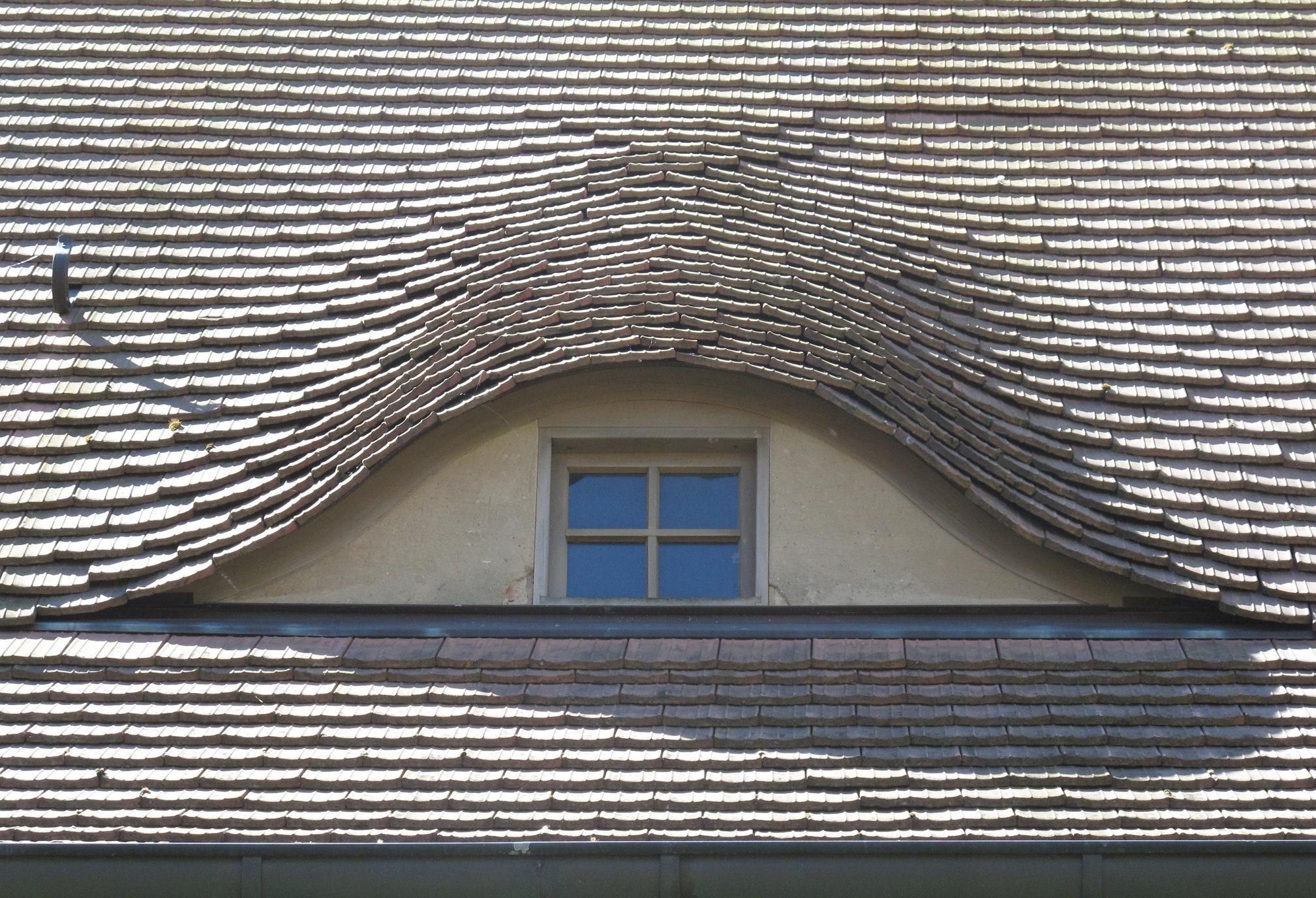
Lucarne en chapeau de gendarme.

Le chapeau de gendarme en menuiserie, en ébénisterie (armoire), en sculpture et en agencement (porte) est une pièce, placée horizontalement, en bois, en pierre, qui par sa forme, évoque un couvre-chef (chapeau) de l'ancienne gendarmerie de Napoléon, d'où son nom, chapeau de gendarme.

## Méthode de traçage du chapeau de gendarme (CDG)
Nota : tout d'abord, le CDG est constitué au moins de trois arcs de cercle.
Il existe plusieurs types de CDG, en menuiserie ou en plomberie. Le centre de l'arc de contournement (arc qui constitue la partie centrale de la courbe), peut être situé au-dessus, en dessous ou aligné avec la base de cette courbe. Le CDG existe aussi soit avec les 3 arcs de cercle directement raccordés entre eux, soit raccordés par 2 tangentes. La méthode ci-dessous n'explore pas ce dernier cas, car il est propre à la plomberie pour des raisons de d'étirements de matière et de standard des outils de cintrage.

### Méthode des 4 cercles, cas du CDG avec centre aligné sur sa base

#### Première étape
Considérons 2 segments égaux en longueurs, directions et alignement, l’un au-dessus de l’autre. La valeur de leur écartement et leurs dimensions seront déterminées par le contexte.

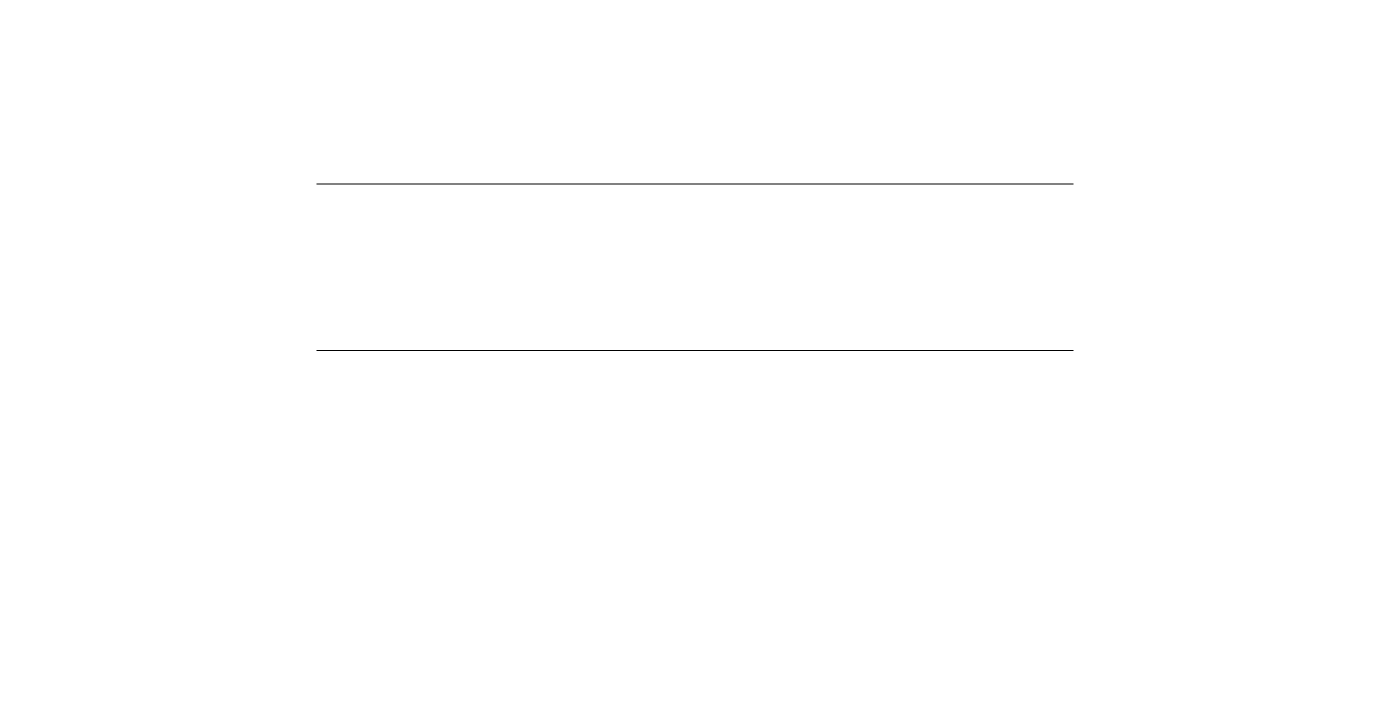
Étape 1

#### Deuxième étape
Tracer une médiatrice passant par les 2 segments.

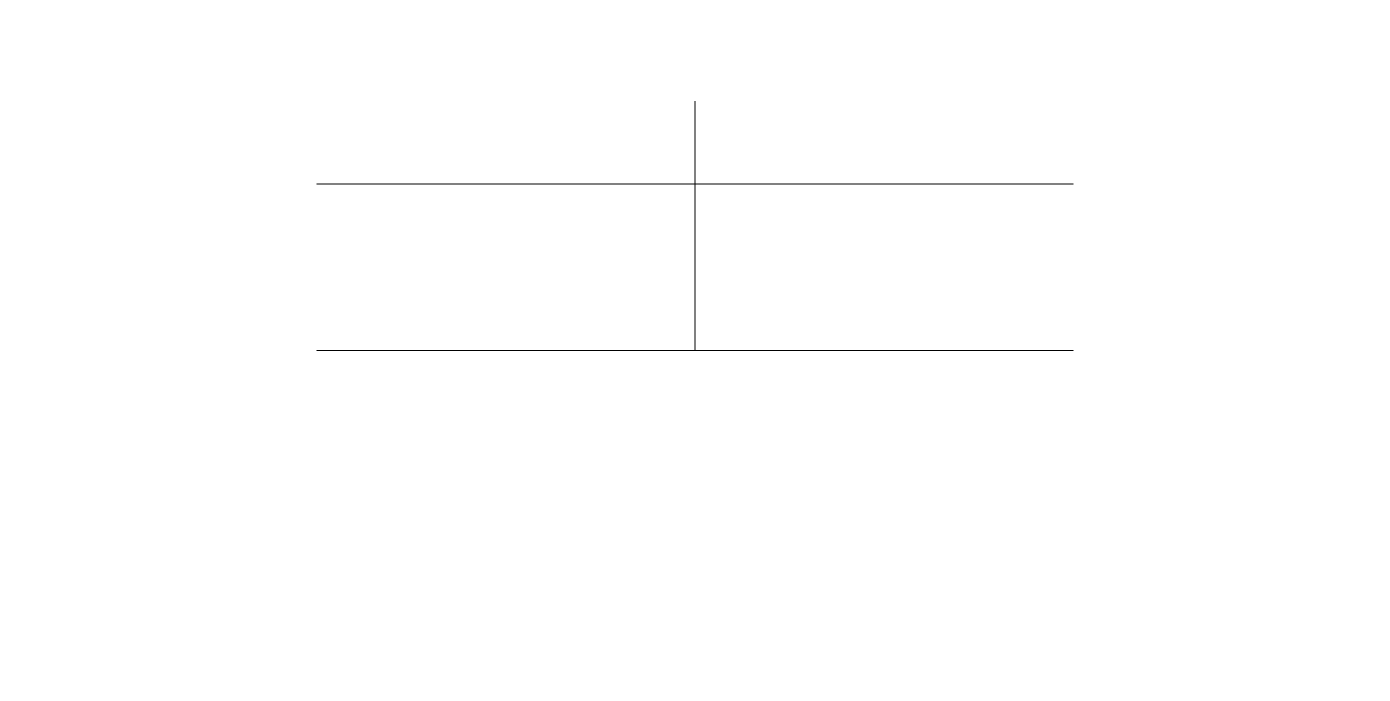
Étape 2

#### Troisième étape
Tracer un cercle de centre A, et de rayon égal à l’écart entre les 2 segments.

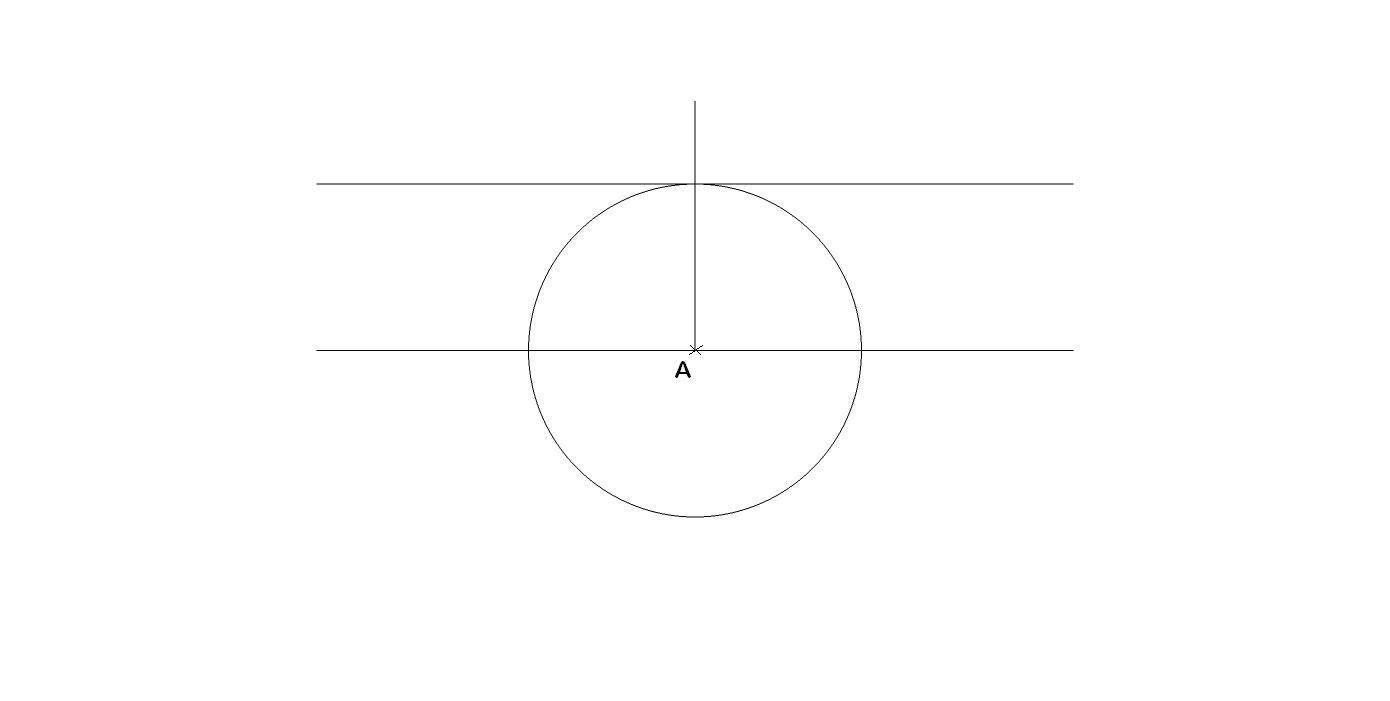
Étape 3

#### Quatrième étape
Tracer un deuxième cercle de même centre A, mais de rayon de 2 fois la valeur du rayon du premier cercle.

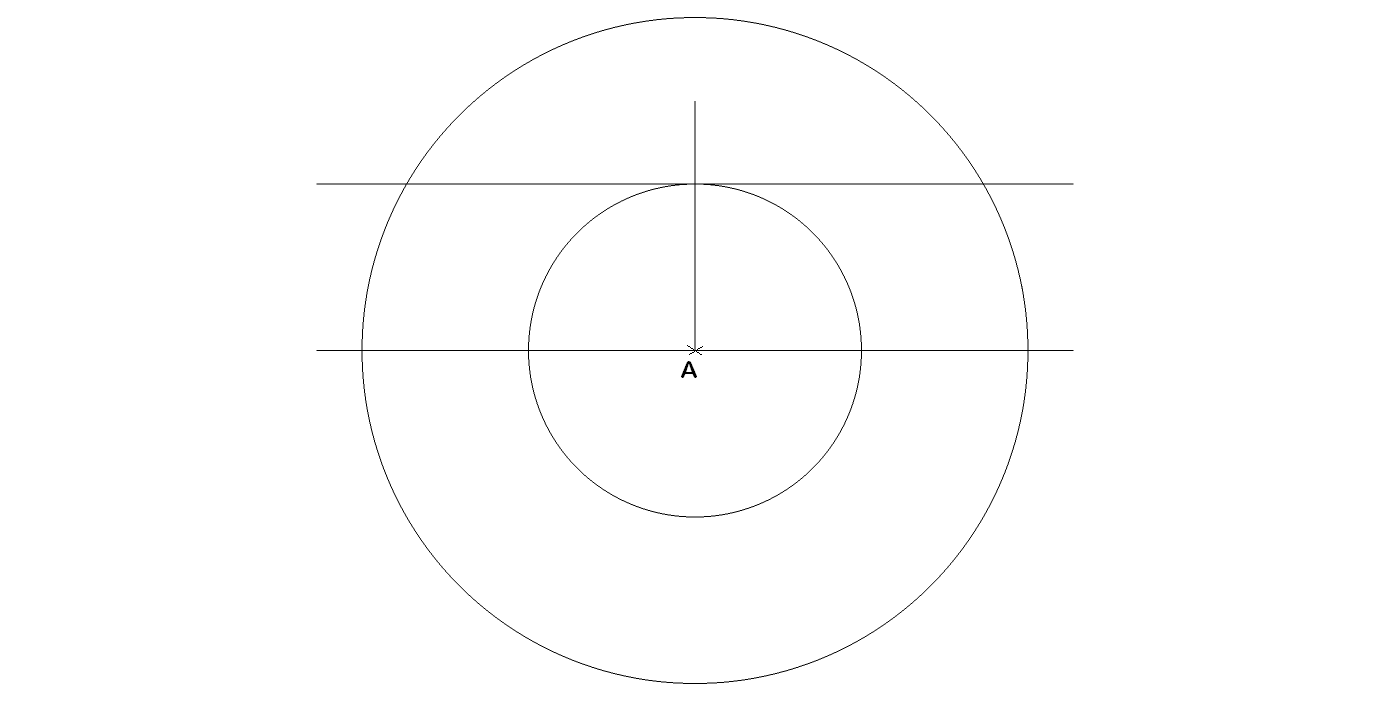
Étape 4

#### Cinquième étape
Tracer un troisième cercle de centre B et de rayon identique au tout premier cercle, soit la valeur de l’écart des 2 segments.

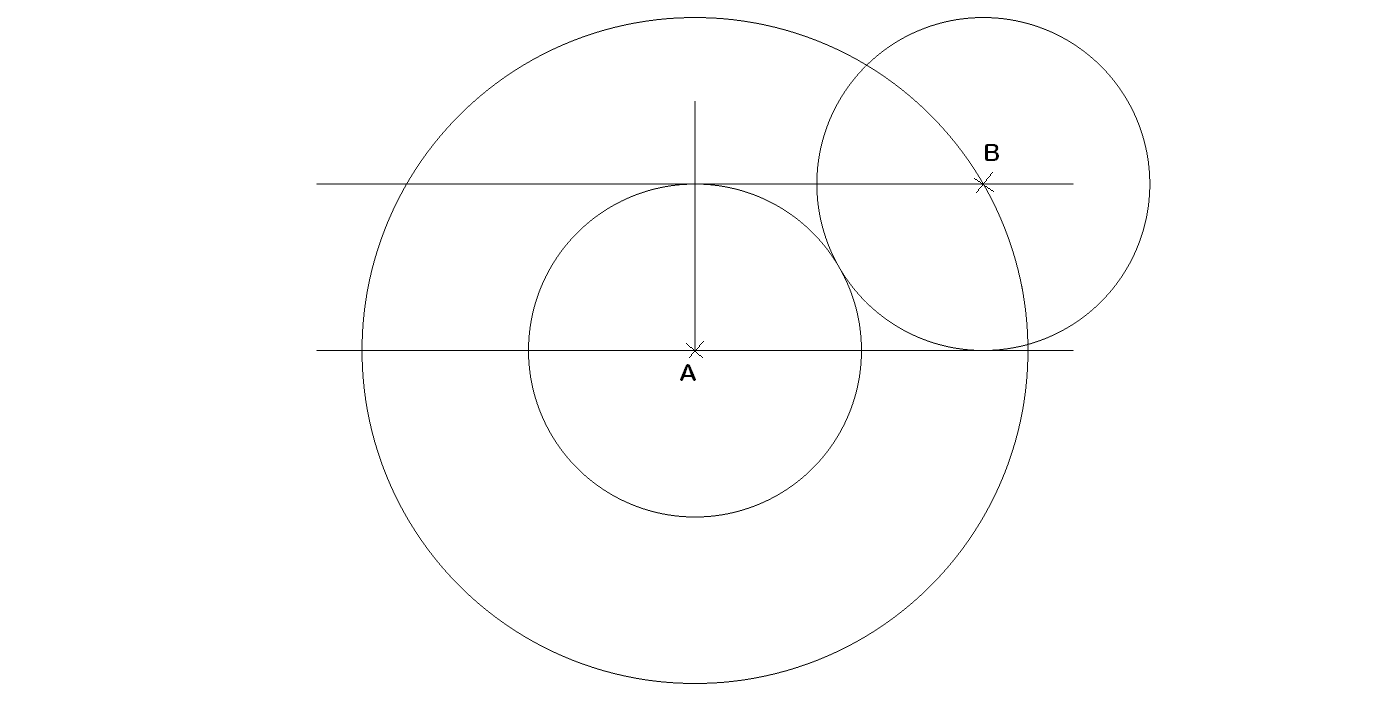
Étape 5

#### Sixième étape
Tracer le quatrième cercle au point C. Le trait noir plus épais mets en évidence le tracé du chapeau de gendarme.

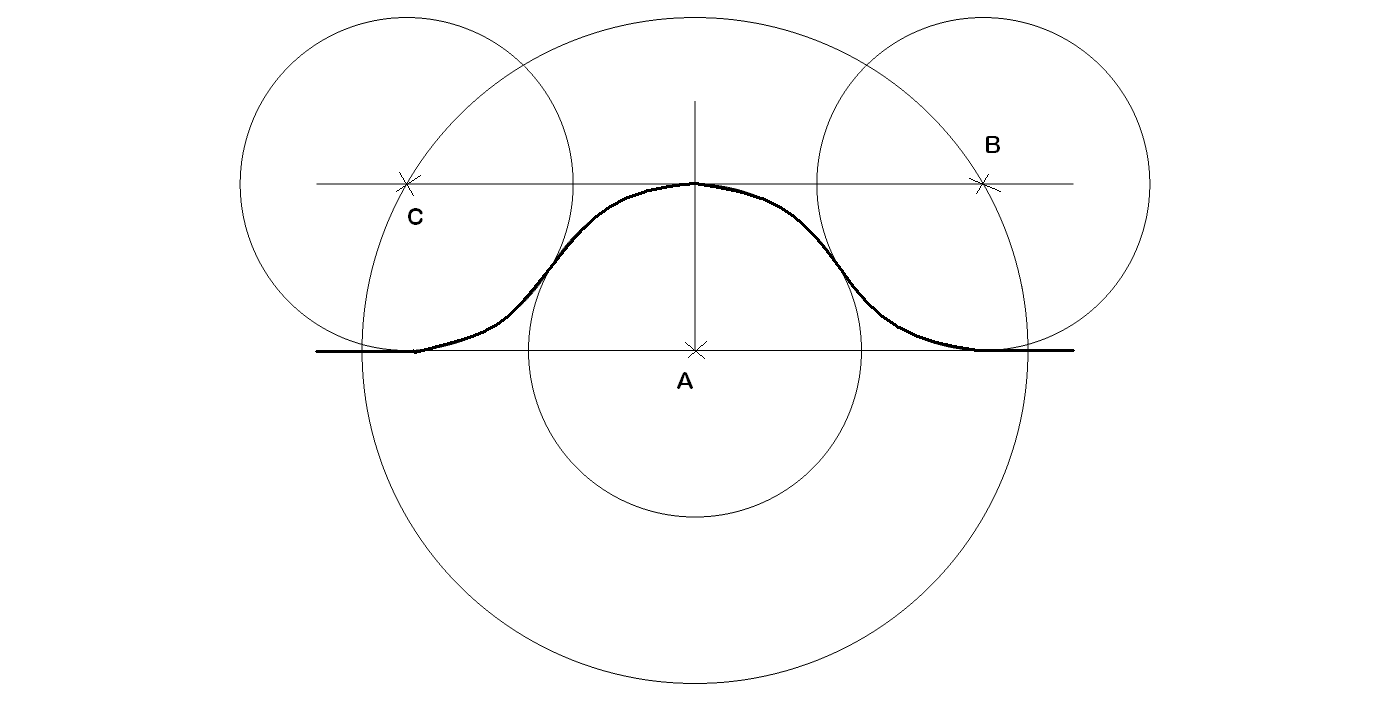
Étape 6

#### Septième étape
Enlever tous les traits de construction, pour obtenir le chapeau de gendarme.

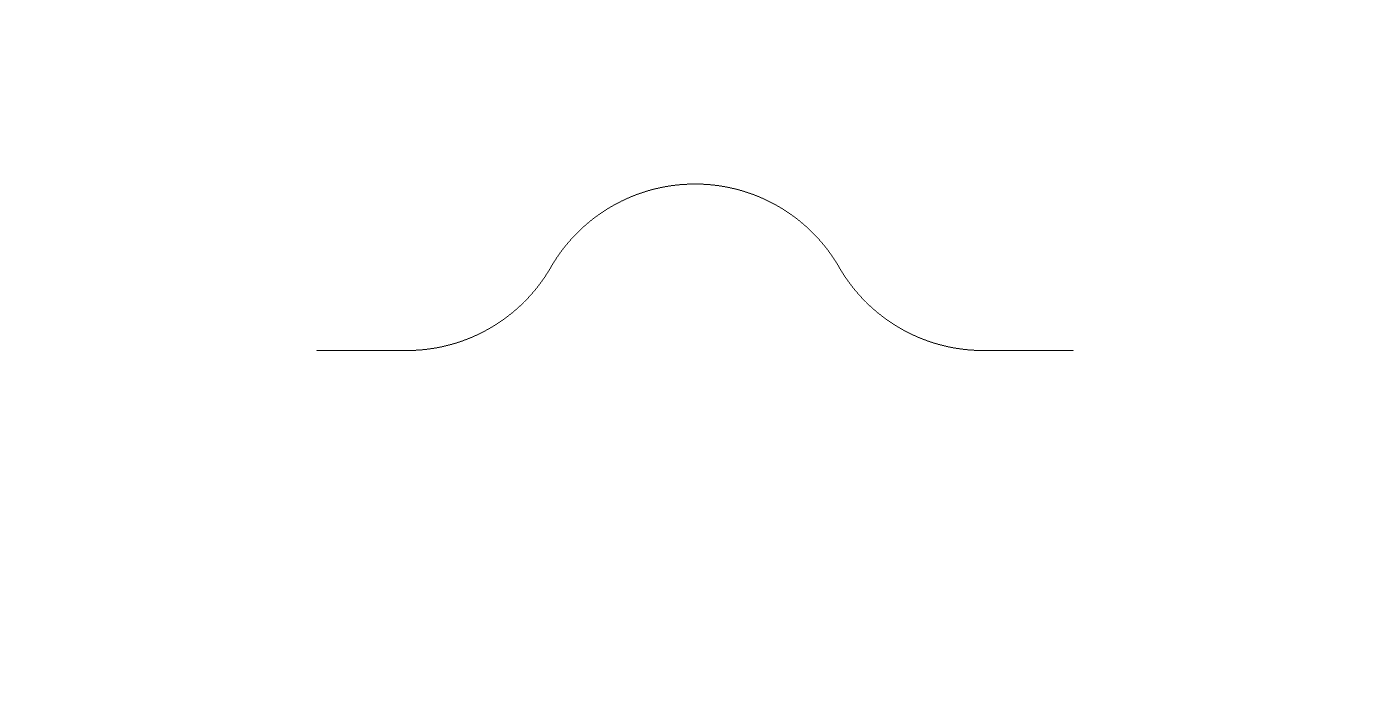
Étape 7